# Tomás Llorens Serra
Tomás Llorens Serra (Almazora, Castellón, 4 de octubre de 1936 - Denia, Alicante, 10 de junio de 2021) fue un historiador del arte, crítico de arte y museólogo español.

## Biografía
Licenciado en Derecho y en Filosofía y Letras, fue el primer director del Instituto Valenciano de Arte Moderno (1986-1988), director del Museo Nacional Centro de Arte Reina Sofía (1988-1990) y conservador-jefe de la colección Thyssen-Bornemisza, (1991-2005).
Autor de numerosos artículos y ensayos sobre la crítica de arte, Historia del arte del siglo XX, arquitectura o semiótica, comisarió algunas de las mejores exposiciones que se han podido ver en España en los siglos XX y XXI. 
Falleció en Denia, el 10 de junio de 2021 tras llevar varios años enfermo.

## Premios y distinciones
Fue galardonado con la Medalla de Oro al Mérito en las Bellas Artes en 2007.

## Publicaciones
- Llorens, Tomás. Nacimiento y desintegración del cubismo: Apollinaire y Picasso, Pamplona, Colección Cátedra Félix Huarte / Eunsa, 2001.

### Estudios sobre su obra
- Forma. El ideal clásico en el arte moderno, Oihana Robador, Revisiones 01 (revista de crítica cultural), Pamplona, 2005. ISSN 1699-0048